# 小松市公会堂
小松市公会堂（こまつしこうかいどう）は、石川県小松市の芦城公園にあった多目的ホール。2024年（令和6年）に使用を停止して廃止された。

## 歴史
1959年（昭和34年）、芦城公園内に竣工した。
2007年（平成19年）より、公益財団法人小松市まちづくり市民財団（旧：財団法人小松市施設管理公社）が指定管理者となっている。
2023年（令和5年）11月22日、小松市は公会堂を解体し、芦城公園内の敷地に未来型図書館を新設する方針を発表した。
老朽化と耐震性がかねてから問題になっていたが、2024年（令和6年）1月1日に発生した能登半島地震で使用停止となった。その後、同年の小松市議会6月定例会で「小松市公会堂条例を廃止する条例」が可決され廃止が決定した。
2025年（令和7年）6月1日に公会堂裏手の市役所前広場で「ありがとう、公会堂」セレモニーが開催され、同年度中に建物は解体されることとなった。

## 建築
建物は地下1階、地上4階の鉄骨・鉄筋コンクリート造だった。設計は浦清が設立した浦建築研究所、施工は鹿島建設。金沢市に拠点を置いて活躍した浦建築研究所のデビュー作である。
1階ピロティの外階段が2階の階段ホール、劇場のロビーに通じる。3階は、竣工当時は結婚式場として使われていたが、のちに会議室となった。4階は大会議室として使われていた。屋上の塔屋は地上30mの展望台として開放されていた。劇場の客席数は、完成当初は1300席であったが、2018年時点で1078席となっていた。舞台は間口10間、奥行6間。正面は全面ガラスのカーテンウォール、背後には石川県出身の洋画家宮本三郎による壁画が描かれていた。